# Melperone
Il melperone (Codice ATC N05 AD03) è un neurolettico della classe dei butirrofenoni. La potenza antipsicotica (il riferimento è la clorpromazina) è inferiore alla componente sedativa. Viene utilizzato principalmente per stati di eccitazione, tensione e disturbi del sonno. Il melperone vanta un'incidenza molto bassa di disturbi extrapiramidali rispetto ad altri neurolettici centrali e di bassa potenza, ha poca influenza sul sistema circolatorio e un bassissimo effetto di induzione del delirium, che lo rende ideale per l'utilizzo in gerontopsichiatria.

## Farmacologia

### Indicazioni
Il melperon è utilizzato principalmente per stati di eccitazione, tensione e disturbi del sonno (dosi da 10 a 100 mg / giorno), ma è anche usato negli stati di confusione e delirium alcolico (dose 50–200 mg / giorno). Un'altra indicazione è la coterapia della depressione agitata-ansiosa con possibili disturbi del sonno (dosi 25–75 mg / giorno o prima di coricarsi). L'effetto antipsicotico (contro i sintomi positivi) si ottiene solo con dosi elevate (circa 200–400 mg / giorno); per questo motivo il melperone è usato raramente per tale indicazione.

### Farmacodinamica
Il melperone ha effetto antidopaminergico relativamente debole bloccando i recettori postsinaptica D2 nei sistemi mesolimbico e mesocorticali; l'affinità è indicata come medio-alta e di breve durata (cosiddetto "Hit-and-Run-Effect"); nella regione nigrostriatale, l'antagonismo D2 è ancora più basso, da qui la bassa incidenza di disturbi extrapiramidali. Anche il blocco della serotonina contribuisce all'effetto.
Il melperone ha anche un marcato effetto anti-adrenergico (blocco α <sub id="mwJQ">1</sub>), che probabilmente contribuisce all'effetto sedativo, ma questo è a breve termine e il possibile effetto ipotensivo è solo debole.

### Farmacocinetica
Il melperone viene rapidamente e quasi completamente assorbito dopo somministrazione orale ed è soggetto ad un elevato effetto di primo passaggio. cmax è compreso tra 1 e 3 Ore; Volume di distribuzione Vd = circa 7-10 l/kg, legame alle proteine plasmatiche circa 50 %, Emivita Tβ(1/2) = circa 6-8 Ore (stato stazionario). Il melperone viene metabolizzato rapidamente e quasi completamente nel fegato. L'eliminazione avviene principalmente per via renale, soprattutto sotto forma di metaboliti.

## Effetti indesiderati
Gli effetti collaterali del melperone includono, come con altri neurolettici, effetti anticolinergici.

## Produzione
La sintesi avviene dalla 4-metilpiperidina e dal 4-cloro-4'-fluorobutirofenone per sostituzione nucleofila.

## Nomi commerciali
Monopreparazioni
Buronil (A), Melneurin (D), Eunerpan (D), numerosi farmaci generici (D), Bunil (P)